# Asellus birsteini
Asellus birsteini és una espècie de crustaci isòpode pertanyent a la família dels asèl·lids.

## Distribució geogràfica
Es troba en un petit llac del sud-est de la península de Txukotka (64° 30′ N; 172° 30′ W, Rússia).